# Mózg Alberta Einsteina

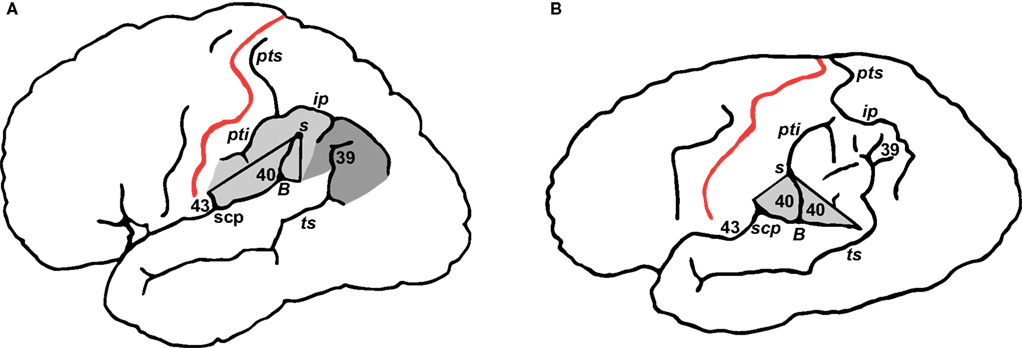
Schemat przedstawiający odmienność przebiegu bruzdy Sylwiusza w lewej półkuli mózgowej Einsteina (z prawej) i wynikający stąd układ pól Brodmanna 39, 40 i 43 inny od typowego (z lewej)

Mózg Alberta Einsteina został po śmierci uczonego zachowany do badań naukowych, których wyniki budziły duże zainteresowanie ze względu na powszechną opinię o geniuszu Einsteina. W latach 1985–2009 powstało kilka prac omawiających różne aspekty anatomiczne i histologiczne mózgu Alberta Einsteina. Okoliczności uzyskania zgody na pobranie mózgu uczonego wciąż są niejasne i budzą kontrowersje, tak samo jak wątpliwe etycznie zawłaszczenie narządu przez patologa Thomasa Stoltza Harveya.

## Pobranie i zabezpieczenie mózgu
Albert Einstein zmarł z powodu pęknięcia tętniaka aorty brzusznej rankiem 18 kwietnia 1955 roku, w wieku 76 lat. Po siedmiu godzinach od zgonu mózg Einsteina został wyjęty, zważony, zmierzony i zakonserwowany przez Thomasa Stoltza Harveya, patologa pracującego w Princeton Hospital, w obecności Nathana, wykonawcy testamentu. Harvey przeprowadził sekcję zwłok Einsteina w zastępstwie neuropatologa Harry’ego Zimmermana. Harvey wstrzyknął 10% formalinę do tętnic szyjnych wewnętrznych, a następnie wyjęte z czaszki mózgowie umieścił w roztworze formaliny o tym samym stężeniu.
Podczas gdy mózg był konserwowany, Harvey został wezwany na konferencję do Armed Forces Institute of Pathology w Waszyngtonie, gdzie spotkał się z Webbem Haymakerem i innymi neuropatologami, m.in. Gerhardtem von Boninem, Hartwigiem Kuhlenbeckiem, Jerzym Rosem i Wallem Nautą. Nie zgodził się jednak oddać preparatu i na własną rękę zajął się opracowaniem mózgu.
Waga mózgowia wynosiła 1230 g. Harvey sfotografował je w kilku ujęciach, po czym pociął je na około 240 bloków (po około 10 cm³) i zatopił w celoidynie (co uniemożliwiło w przyszłości zastosowanie takich metod barwienia jak metoda Golgiego). Z otrzymanych bloków sporządzono preparaty histologiczne wybarwione fioletem krezylowym. Preparaty przekazał neuropatologom: Baileyowi i Von Boninowi z University of Illinois, Naucie z MIT i Zimmermanowi, wówczas w Montefiore Hospital. Wszyscy uznali, że histologicznie mózg Einsteina nie odbiega pod żadnym względem od normalnego mózgowia.
Harvey wyjął również gałki oczne i przekazał je Henry’emu Abramsowi, okuliście Einsteina. Za samowolne pobranie narządów i odmowę ich zwrotu podobno stracił posadę.

## Dalsze losy i kontrowersje
Istnieją sprzeczne opinie na temat, czy Einstein i jego rodzina wyrazili zgodę na pobranie mózgu do badań. Ronald Clark w biografii Einsteina z 1971 roku podaje, że uczony miał nalegać na zbadanie mózgu i skremowanie reszty ciała. Syn Hans Albert Einstein miał także wyrazić zgodę, ale z zastrzeżeniem, że wyniki prac zostaną opublikowane przez prestiżowe czasopisma naukowe. Według Roberto Salvatoriego z Johns Hopkins School of Medicine, Harry Zimmerman otrzymał ustną zgodę Einsteina na pośmiertne zbadanie mózgu, ale nie na publikację wyników.
Harvey nie miał natomiast zgody na zachowanie mózgu w swoim domu i nikogo o tym fakcie nie poinformował. W 1978 roku losy mózgu Einsteina po autopsji prześledził dziennikarz Steven Levy, który dotarł do Harveya. Preparaty były przechowywane przez ponad dwadzieścia lat w dwóch słojach z formaliną. W tym samym roku Harvey udzielił wywiadu redaktorowi „Science”, przyznając, że nie ukończono żadnej publikacji na temat preparatu. Część rodziny (w tym prawnuczka Evelyn Einstein) uważała postępowanie Harveya za zwykłą kradzież. Mimo wielu ofert, Harvey odrzucał wszystkie dotyczące kupna fragmentu mózgu Einsteina. Preparaty udostępniał tylko niektórym neuropatologom; publikację pracy M.C. Diamond z 1985 roku poprzedziła jej trzyletnia korespondencja z Harveyem, który w końcu zgodził się wysłać jej cztery fragmenty mózgu. W 1998 roku „zmęczony odpowiedzialnością” Harvey przekazał zachowane części mózgu Einsteina do University Medical Center w Princeton. Historię mózgu Einsteina i okoliczności przekazania preparatów w zbeletryzowanej formie opisał dziennikarz Michael Paterniti.

## Praca Diamond i współautorzy (1985)
W 1985 Marian C. Diamond z University of California, Berkeley uzyskała od Harveya próbki kory mózgu Einsteina i zbadała stosunek liczby komórek glejowych do neuronów, porównując go z próbą kontrolną, którą stanowiły próbki kory z jedenastu męskich mózgowi. Zbadano korę 9. i 36. pola Brodmanna, obliczeń dokonano ręcznie na skrawkach grubości 6 lub 20 μm, barwionych metodą Klüvera-Barrery. We wszystkich badanych próbkach stosunek gleju do neuronów był mniejszy w przypadku mózgu Einsteina, ale jedynie w obszarze dolnej części kory ciemieniowej różnica była istotna statystycznie (t = 2,62, df 9, p < 0,05). Artykuł ukazał się w kwietniu 1985 na łamach „Experimental Neurology”, Harvey został uhonorowany jako ostatni ze współautorów. Metodologia tej pracy była krytykowana przez Kanthę (1992) i Hinesa (1998).

## Praca Anderson i Harveya (1996)
W 1996 roku na łamach „Neuroscience Letters” ukazała się praca podpisana przez Britt Anderson i Harveya, w której poddano analizie gęstość rozmieszczenia i wielkość neuronów w 1 cm³ kory mózgowej pochodzącej z prawej okolicy przedczołowej. Autorzy stwierdzili, że kora mózgu Einsteina była stosunkowo cienka, natomiast gęstość neuronów była odpowiednio większa.

## Praca Witelson, Kigar i Harveya (1999)
Dopiero w 1999 roku w czasopiśmie „The Lancet” ukazały się wyniki badania makro- i mikroskopowego mózgowia Einsteina. Autorzy – Sandra Witelson i Debra Kigar z McMaster University, oraz Harvey – oceniając morfologię mózgowia oparli się o zdjęcia wykonane przez Harveya w 1955 roku (w pracy jedno z nich błędnie opisane jest jako zrobione w 1995 roku). Najistotniejszą z obserwacji był obustronny brak wieczka ciemieniowego (operculum parietale), czyli przedniej części zakrętu nadbrzeżnego. Malformacja ta spowodowana jest odmiennością przebiegu bruzdy bocznej mózgu (szczeliny Sylwiusza), polegającą na ciągłości ramienia wstępującego bruzdy bocznej z bruzdą zaśrodkową. Jest to stosunkowo rzadka anomalia, w porównaniu z trzema najczęściej spotykanymi typami przebiegu bruzdy Sylwiusza. Z wnioskiem autorów nie zgodził się Albert Galaburda, według którego na zdjęciach wyraźnie widać lewe wieczko, a odmienność przebiegu bruzdy Sylwiusza występuje tylko w prawej półkuli. Witelson nie zgodziła się z interpretacją Galaburdy odnośnie do lewej półkuli, twierdząc, że autor listu do redakcji „The Lancet” mylnie uznał sulcus retrocentralis transversus za bruzdę zaśrodkową.

## Praca Colombo i współautorzy (2006)
W pracy z 2006 roku Jorge Colombo ze współpracownikami podjęli próbę oceny wypustek komórek glejowych w preparatach kory mózgowej Einsteina. Kontrolę stanowiły preparaty pochodzące z mózgów czterech mężczyzn o zbliżonym wieku. Zastosowano barwienie na obecność GFAP. Oceniano szereg parametrów opisujących wypustki astrogleju, takich jak równoległość czy krętość. Nie stwierdzono żadnych wyraźnych odstępstw od normy, jednak autorzy uznali, że wypustki astrocytów Einsteina były dłuższe i zaopatrzone w większą liczbę końcowych rozszerzeń, o znacznej średnicy (do 15 μm). Funkcja tych struktur nie jest dotąd określona.

## Praca Falk (2009)
W 2009 roku w czasopiśmie „Frontiers in Evolutionary Neuroscience” ukazała się praca Dean Falk z Wydziału Antropologii Florida State University w Tallahassee. Autorka dokonała rewizji wniosków Witelson i wsp. z 1999 roku, zwłaszcza dotyczących odmienności anatomicznych w zakresie układu bruzd i zakrętów oraz wieczka. Zgodziła się z Galaburdą odnośnie do jego identyfikacji lewego wieczka i uznała za prawdopodobne, że wyspa prawego płatu również jest przykryta wieczkiem; pewność można by uzyskać porównując cytoarchitektonikę zachowanych bloczków z tego obszaru mózgu z odpowiednimi mapami, jednak stan zachowania mózgowia prawdopodobnie nie pozwoliłby na to.

## Autyzm Einsteina
Wnioski z prac Diamond i wsp. oraz Witelson i wsp. bywały używane jako argument na rzecz domniemanego autyzmu Einsteina. S.S. Kantha z Osaka BioScience Institute uznał, że opisane odrębności w stosunku glejowo-neuronalnym w obszarze 39 Brodmanna mogą być wyjaśnieniem autyzmu Einsteina. Prof. Michael Fitzgerald w liście do redakcji „Journal of Autism and Developmental Disorders” wskazał na znaczenie odrębności anatomicznych mózgu Einsteina, takich jak względne powiększenie półkul, zwłaszcza okolicy ciemieniowej, stwierdzanych również u osób z rozpoznanym autyzmem. Przywołał szereg faktów z biografii mających sugerować autystyczne zachowania Einsteina.